# Stadsspoor Vlissingen
Het Stadsspoor Vlissingen is een, in maart 2020, voorgestelde nieuwe Nederlandse spoorlijn in Vlissingen. Deze spoorlijn zou een aftakking van de spoorlijn Roosendaal – Middelburg naar Vlissingen-West moeten worden, parallel aan de N288. De aftakking zou enkelsporig moeten worden uitgevoerd voor gebruik met lage snelheid. Het stadsspoor is bedoeld voor sprinters, terwijl intercity's door zouden blijven rijden naar het bestaande station Vlissingen. De nieuwe tak zou twee twee stations moeten krijgen: Vlissingen Centrum (op loop- en fietsafstand van de historische stad) en Vlissingen West (ook op loop- en fietsafstand van het strand). 
Aanleg van deze spoorlijn wordt bepleit door de Federatie Mobiliteitsbedrijven Nederland (FMN). Het belangrijkste argument van FMN voor aanleg van de spoorlijn is de decentrale ligging van het bestaande station ten opzichte van het centrum van Vlissingen. Het spoor is daardoor volgens FMN geen goed alternatief voor regionaal verkeer binnen en tussen de steden Vlissingen en Middelburg op Walcheren.